# Cup of China 2019
Cup of China 2019 – czwarte w kolejności zawody łyżwiarstwa figurowego z cyklu Grand Prix 2019/2020. Zawody odbywały się od 8 do 10 listopada 2019 roku w Chongqing.
W konkurencji solistów triumfował Chińczyk Jin Boyang, zaś w konkurencji solistek Rosjanka Anna Szczerbakowa. W parach sportowych zwyciężyli Chińczycy Sui Wenjing i Han Cong, zaś w parach tanecznych Rosjanie Wiktorija Sinicyna i Nikita Kacałapow.

## Terminarz
| Data         | Godzina                     | Konkurencja     | Segment          |
| ------------ | --------------------------- | --------------- | ---------------- |
| 8 listopada  | 15:30 UTC+08:00 / 08:30 CET | Pary taneczne   | Taniec rytmiczny |
| 8 listopada  | 17:10 UTC+08:00 / 10:10 CET | Solistki        | Program krótki   |
| 8 listopada  | 19:05 UTC+08:00 / 12:05 CET | Soliści         | Program krótki   |
| 8 listopada  | 21:00 UTC+08:00 / 14:00 CET | Pary sportowe   | Program krótki   |
| 9 listopada  | 14:30 UTC+08:00 / 07:30 CET | Pary taneczne   | Taniec dowolny   |
| 9 listopada  | 16:30 UTC+08:00 / 09:30 CET | Solistki        | Program dowolny  |
| 9 listopada  | 18:45 UTC+08:00 / 11:45 CET | Soliści         | Program dowolny  |
| 9 listopada  | 21:00 UTC+08:00 / 14:00 CET | Pary sportowe   | Program dowolny  |
| 10 listopada | 14:30 UTC+08:00 / 07:30 CET | Pokazy mistrzów | Pokazy mistrzów  |

## Rekordy świata
| Rekordy świata (GOE±5) na moment rozpoczęcia zawodów (stan na 8 listopada 2019): | Rekordy świata (GOE±5) na moment rozpoczęcia zawodów (stan na 8 listopada 2019): | Rekordy świata (GOE±5) na moment rozpoczęcia zawodów (stan na 8 listopada 2019): | Rekordy świata (GOE±5) na moment rozpoczęcia zawodów (stan na 8 listopada 2019): | Rekordy świata (GOE±5) na moment rozpoczęcia zawodów (stan na 8 listopada 2019): | Rekordy świata (GOE±5) na moment rozpoczęcia zawodów (stan na 8 listopada 2019): |
| Konkurencja                                                                      | Segment                                                                          | Zawodnicy                                                                        | Punkty                                                                           | Zawody                                                                           | Data                                                                             |
| -------------------------------------------------------------------------------- | -------------------------------------------------------------------------------- | -------------------------------------------------------------------------------- | -------------------------------------------------------------------------------- | -------------------------------------------------------------------------------- | -------------------------------------------------------------------------------- |
| Soliści                                                                          | Nota łączna                                                                      | Nathan Chen                                                                      | 323,42                                                                           | Mistrzostwa świata 2019                                                          | 23 marca 2019                                                                    |
| Soliści                                                                          | Program dowolny                                                                  | Nathan Chen                                                                      | 216,02                                                                           | Mistrzostwa świata 2019                                                          | 23 marca 2019                                                                    |
| Soliści                                                                          | Program krótki                                                                   | Yuzuru Hanyū                                                                     | 110,53                                                                           | Rostelecom Cup 2018                                                              | 16 listopada 2018                                                                |
| Solistki                                                                         | Nota łączna                                                                      | Aleksandra Trusowa                                                               | 241,02                                                                           | Skate Canada International 2019                                                  | 26 października 2019                                                             |
| Solistki                                                                         | Program dowolny                                                                  | Aleksandra Trusowa                                                               | 166,62                                                                           | Skate Canada International 2019                                                  | 26 października 2019                                                             |
| Solistki                                                                         | Program krótki                                                                   | Rika Kihira                                                                      | 83,97                                                                            | World Team Trophy 2019                                                           | 11 kwietnia 2019                                                                 |
| Pary sportowe                                                                    | Nota łączna                                                                      | Sui Wenjing / Han Cong                                                           | 234,84                                                                           | Mistrzostwa świata 2019                                                          | 21 marca 2019                                                                    |
| Pary sportowe                                                                    | Program dowolny                                                                  | Sui Wenjing / Han Cong                                                           | 155,60                                                                           | Mistrzostwa świata 2019                                                          | 21 marca 2019                                                                    |
| Pary sportowe                                                                    | Program krótki                                                                   | Jewgienija Tarasowa / Władimir Morozow                                           | 81,21                                                                            | Mistrzostwa świata 2019                                                          | 20 marca 2019                                                                    |
| Pary taneczne                                                                    | Nota łączna                                                                      | Gabriella Papadakis / Guillaume Cizeron                                          | 223,13                                                                           | World Team Trophy 2019                                                           | 12 kwietnia 2019                                                                 |
| Pary taneczne                                                                    | Taniec dowolny                                                                   | Gabriella Papadakis / Guillaume Cizeron                                          | 135,82                                                                           | World Team Trophy 2019                                                           | 12 kwietnia 2019                                                                 |
| Pary taneczne                                                                    | Taniec rytmiczny                                                                 | Gabriella Papadakis / Guillaume Cizeron                                          | 88,69                                                                            | Internationaux de France 2019                                                    | 1 listopada 2019                                                                 |

## Wyniki

### Soliści
| Poz. | Zawodnik        | Nota łączna | SP | SP    | FS | FS     |
| ---- | --------------- | ----------- | -- | ----- | -- | ------ |
| 1    | Jin Boyang      | 261,53      | 2  | 85,43 | 1  | 176,10 |
| 2    | Yan Han         | 249,45      | 1  | 86,46 | 2  | 162,99 |
| 3    | Matteo Rizzo    | 241,88      | 3  | 81,72 | 4  | 160,16 |
| 4    | Keegan Messing  | 237.36      | 5  | 76,80 | 3  | 160,56 |
| 5    | Keiji Tanaka    | 233,62      | 7  | 74,64 | 5  | 158,98 |
| 6    | Cha Jun-hwan    | 222,26      | 11 | 69,40 | 6  | 152,86 |
| 7    | Brendan Kerry   | 220,31      | 9  | 73,96 | 7  | 146,35 |
| 8    | Camden Pulkinen | 218,67      | 4  | 78,92 | 9  | 139,75 |
| 9    | Zhang He        | 217,42      | 6  | 76,03 | 8  | 141,39 |
| 10   | Andriej Łazukin | 210,01      | 8  | 74,31 | 10 | 135,70 |
| 11   | Conrad Orzel    | 192,60      | 10 | 72,22 | 12 | 120,38 |
| 12   | Tsao Chih-i     | 186,82      | 12 | 64,07 | 11 | 122,75 |

### Solistki

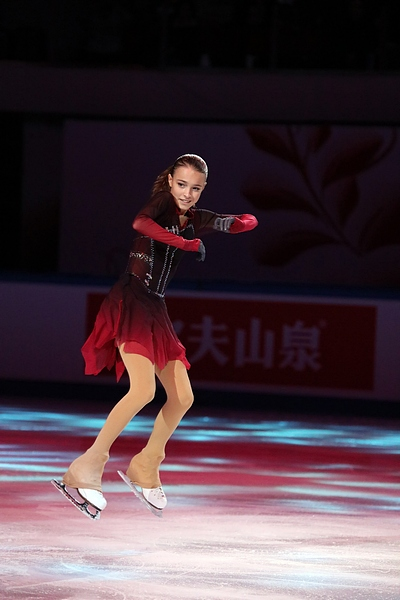
Zwyciężczyni w konkurencji solistek Anna Szczerbakowa (RUS)

| Poz. | Zawodniczka              | Nota łączna | SP | SP    | FS | FS     |
| ---- | ------------------------ | ----------- | -- | ----- | -- | ------ |
| 1    | Anna Szczerbakowa        | 226,04      | 1  | 73,51 | 1  | 152,53 |
| 2    | Satoko Miyahara          | 211,18      | 2  | 68,91 | 3  | 142,27 |
| 3    | Jelizawieta Tuktamyszewa | 209,10      | 4  | 65,57 | 2  | 143,53 |
| 4    | You Young                | 191,81      | 7  | 61,49 | 4  | 130,32 |
| 5    | Sofja Samodurowa         | 185,29      | 5  | 63,99 | 5  | 121,30 |
| 6    | Amber Glenn              | 178,35      | 3  | 67,69 | 6  | 110,66 |
| 7    | Marin Honda              | 168,09      | 6  | 61,73 | 7  | 106,36 |
| 8    | Yi Christy Leung         | 157,47      | 8  | 53,90 | 9  | 103,57 |
| 9    | Chen Hongyi              | 155,12      | 11 | 49,44 | 8  | 105,68 |
| 10   | Kailani Craine           | 149,83      | 10 | 53,01 | 10 | 96,82  |
| 11   | Zhu Yi                   | 139,63      | 9  | 53,19 | 11 | 86,44  |
| 12   | Choi Yu-jin              | 131,48      | 12 | 48,75 | 12 | 82,73  |

### Pary sportowe
| Poz. | Zawodnicy                             | Nota łączna | SP | SP    | FS | FS     |
| ---- | ------------------------------------- | ----------- | -- | ----- | -- | ------ |
| 1    | Sui Wenjing / Han Cong                | 228,37      | 1  | 80,90 | 1  | 147,47 |
| 2    | Peng Cheng / Jin Yang                 | 199,97      | 3  | 68,50 | 2  | 131,47 |
| 3    | Lubow Iluszeczkina / Charlie Bilodeau | 190,73      | 2  | 68,98 | 3  | 121,75 |
| 4    | Nicole Della Monica / Matteo Guarise  | 182,88      | 4  | 64,24 | 5  | 118,64 |
| 5    | Ryom Tae-ok / Kim Ju-sik              | 179,55      | 8  | 60,50 | 4  | 119,05 |
| 6    | Tarah Kayne / Danny O’Shea            | 178,79      | 5  | 64,08 | 6  | 114,71 |
| 7    | Tang Feiyao / Yang Yongchao           | 172,53      | 7  | 61,85 | 7  | 110,68 |
| 8    | Alisa Jefimowa / Aleksandr Korowin    | 170,19      | 6  | 63,97 | 8  | 106,22 |

### Pary taneczne
| Poz. | Zawodnicy                                    | Nota łączna | RD | RD    | FD | FD     |
| ---- | -------------------------------------------- | ----------- | -- | ----- | -- | ------ |
| 1    | Wiktorija Sinicyna / Nikita Kacałapow        | 209,90      | 1  | 85,39 | 2  | 124,51 |
| 2    | Madison Chock / Evan Bates                   | 208,55      | 2  | 80,34 | 1  | 128,21 |
| 3    | Laurence Fournier Beaudry / Nikolaj Sørensen | 190,74      | 3  | 78,41 | 3  | 112,33 |
| 4    | Wang Shiyue / Liu Xinyu                      | 186,45      | 4  | 74,77 | 4  | 111,68 |
| 5    | Kaitlin Hawayek / Jean-Luc Baker             | 179,96      | 5  | 74,70 | 5  | 105,26 |
| 6    | Sofja Jewdokimowa / Jegor Bazin              | 169,27      | 7  | 64,07 | 6  | 105,20 |
| 7    | Anastasija Skopcowa / Kiriłł Aloszyn         | 169,24      | 6  | 69,19 | 8  | 100,05 |
| 8    | Chen Hong / Sun Zhuoming                     | 162,91      | 8  | 61,83 | 7  | 101,08 |
| 9    | Guo Yuzhu / Zhao Pengkun                     | 150,91      | 9  | 57,10 | 9  | 93,81  |
| 10   | Misato Komatsubara / Tim Koleto              | 145,35      | 10 | 56,60 | 10 | 88,75  |